# Плезио
Плезио (итал. Plesio) — коммуна в Италии, располагается в регионе Ломбардия, в провинции Комо.
Население составляет 846 человек (2008 г.), плотность населения составляет 50 чел./км². Занимает площадь 17 км². Почтовый индекс — 22010. Телефонный код — 0344.
Покровителем коммуны почитается святой Фиделий, празднование 29 октября.

## Демография
Динамика населения:

## Администрация коммуны
- Официальный сайт: http://www.plesio.com/